# Gregorio Martínez Sacristán

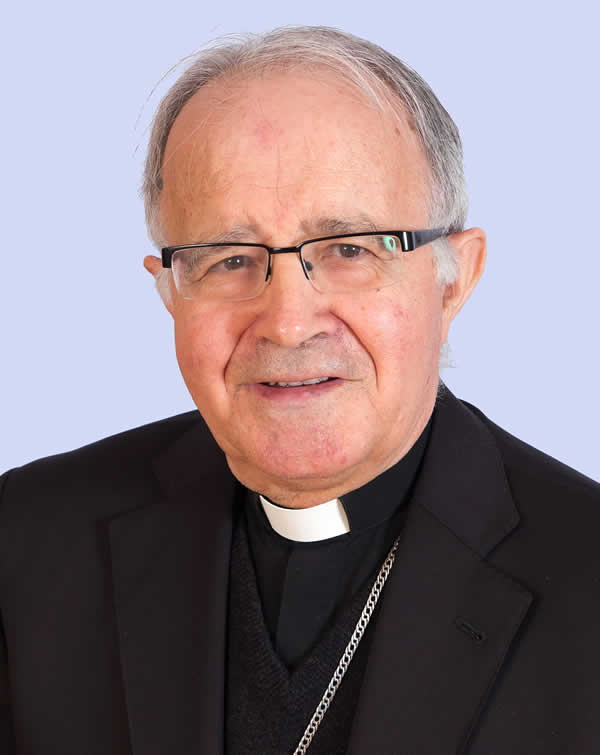
Bischof Gregorio Martínez Sacristán.

Wappen von Gregorio Martinez Sacristan.

Gregorio Martínez Sacristán (* 19. Dezember 1946 in Villarejo de Salvanés, Spanien; † 20. September 2019) war ein spanischer Geistlicher und römisch-katholischer Bischof von Zamora.

## Leben
Gregorio Martínez Sacristán empfing nach seiner philosophisch-theologischen Ausbildung am Priesterseminar von Madrid am 20. Mai 1971 das Sakrament der Priesterweihe. Zwischen 1974 und 1976 studierte er Theologie mit Spezialisierung auf Katechetik am Institut Catholique de Paris. Danach war er in der Seelsorge in verschiedenen Madrider Gemeinden tätig. Er war Direktor des Instituto de Teología a distancia in Madrid, Diözesandelegierter der Katechese und Professor für Katechetik.
Am 15. Dezember 2006 ernannte ihn Papst Benedikt XVI. zum Bischof von Zamora. Der Erzbischof von Madrid, Antonio María Kardinal Rouco Varela, spendete ihm am 4. Februar 2007 die Bischofsweihe; Mitkonsekratoren waren der Erzbischof von Toledo, Antonio Kardinal Cañizares Llovera, und der Erzbischof von Valladolid, Braulio Rodríguez Plaza.
Er war langjähriger Präsident der Real Cofradía de Caballeros Cubicularios de Zamora; 2016 errichtete er die kanonische Bruderschaft der Cofradía de la Virgen de la Saleta.